# 1092 (عدد)
ألف واثنان وتسعون 1092 هو عدد صحيح، يلي العدد 1091 وويسبق العدد 1093.

## في الرياضيات

### خصائص
- عدد طبيعي.[3]
- عدد زوجي.[4][5]
- عدد موجب،[6] السالب منه هو -1092.[7]

## في التاريخ
- 1092 هـ هي سنة في التقويم الهجري.
- هي سنة 1092 م في التقويم الميلادي.

## وصلات خارجية
الأعداد الصاتمة، ديوان اللغة العربية.